# Илия Конев
Илия Харалампиев Конев е български учен в областта на история на литературата, сравнителното литературознание и културология, балканистиката, славистиката, изследовател на Българското възраждане. Политик от БСП, министър на науката и висшето образование във второто правителство на Андрей Луканов (септември – декември 1990), депутат в Седмото велико народно събрание (1990 – 1991).

## Биография

### Образование и научна кариера
Роден е на 6 февруари 1928 г. в град Петрич в семейство на бежанци от Прилеп. Завършва  гимназията „Пейо К. Яворов“ в родния си град, а после славянска филология в Софийския университет. Учител е в Годеч и Перник (1951 – 1952).
По настояване на Людмил Стоянов и Никола Трайков в 1954 година започва работа в Института за литература на БАН като филолог специалист. От 1964 г. е научен сътрудник, от 1968 г. старши научен сътрудник, а от 1976 г. старши научен сътрудник І степен (професор). В 1968 година защитава кандидатска дисертация „Българо-сръбски литературни взаимоотношения през ΧΙΧ век. (До Освобождението)“. 
В периода 1964-68 организира и съставя по покана на Николай Тодоров към Инст. по балканистика (БАН) „Проблемна група по история на балканските литератури“, прераснала по-късно в секция „Културна история на балканските народи“.От 1967 до 1973 година е научен секретар на Института.
В 1970 – 1972 г. е сътрудник в Института за славяноведение и балканистика на Руската академия на науките, където защитава докторат на тема „Литературни взаимоотношения и литературен процес (Българската възрожденска литература в нейните взаимоотношения с балканските литератури“. От 1972 година чете лекции по българска възрожденска литература във Великотърновския университет.
Лектор и гост-професор в университетите в Лайпциг, Гьотинген и Марбург.

### Научно наследство
Книжовното наследство, оставено от проф. Конев, включва 18 монографии, над 600 студии и статии, множество публицистични публикации, рецензии и отзиви. Участвал е в десетки международни конгреси и симпозиуми, преподавал е литература на Българското възраждане във Великотърновския университет „Кирил и Методий“, Югозападния университет „Неофит Рилски“, Славянския университет в София.
Още с първите си публикации поставя въпроса за духовното общуване между народите и за лостовете в това общуване. „Ние сред другите и те сред нас“ (1972) е първата имагологична книга в родната историография след Втората световна война. Сравнителното литературознание, подновено в неговата методология, става отправна точка за по-нататъшни значими изследвания и монографии, най-внушителен от които е четиритомният труд „Българското възраждане и Просвещението, т. I-IV, 1983, 1991, 1998, 2002“. Поставеният за първи път в първия том проблем за връзката между Българското възраждане и европейското Просвещение прераства в четвъртия том в едно от най-големите му обобщения за дълбинната значимост на „взаимна взаимност“, послание към което народите и техните култури се стремят от векове. В навечерието на своята 80-годишнина през 2007 г. проф. Илия Конев издава изследването „Вук Караджич за българите и европейската българистика“, където разглежда българистичните интереси на големия славист и поставя нови изследователски хоризонти пред „българското вукознание“.

### Обществена дейност и признание
Член е на Съюза на българските писатели.
Чуждестранен член на Сръбската академия на науките и изкуствата, член-кореспондент на Немско-българското дружество за поощряване на връзките между Германия и България (Берлин).
Пръв ректор на ЮЗУ „Неофит Рилски“, и "кръстник" на Университета, учреден по внесен от него закон във ВНС. Пръв ректор на Славянския университет в София.
Основател и председател на Международния университетски семинар за балканистични проучвания и специализации при ЮЗУ „Неофит Рилски“. От 2011 г. семинарът носи неговото име.
Проф. Конев е основател и дългогодишен главен редактор на списание „Балканистичен форум“ и специализираните тематични сборници на Семинара.
Почетен професор на ЮЗУ „Неофит Рилски“.
Почетен гражданин на град Петрич.

### Политическа дейност
Министър на науката и висшето образование през 1990 г. в правителството на Андрей Луканов. Народен представител от БСП в VII ВНС през 1990-1991 г.

### Сътрудничество на Държавна сигурност
През 2007 г. Комисията по досиетата го разкрива като агент на Шесто управление на Държавна сигурност с псевдоним Кирил. Няма подписана от него декларация за сътрудничество.
Умира на 14 август 2009 г. в София. Погребан е в Централните софийски гробища.

## Основни трудове
- Българо-сръбски литературни взаимоотношения през XIX в. (до Освобождението). С., 1964.
- Българо-сръбски и българо-хърватски книжовни взаимоотношения (материали и документи). С., 1966.
- Любен Каравелов. Литературно-критичен очерк. С., 1966.
- Из българо-сръбските литературни взаимоотношения (от Освобождението на България до Балканската война). С., 1968.
- Илия Блъсков. Живот и дело. С., 1969.
- Белетристът Каравелов. С., 1970.
- Ние сред другите и те сред нас (Балканистични студии). С., 1972.
- Литературни взаимоотношения и литературен процес. С., 1974.
- Българското възраждане и Просвещението (История, историческо съзнание, взаимодействие). С., 1983.
- Ние сред другите и те сред нас (Литературни взаимоотношения). С., 1985.
- Европеизацията на българската култура. С., 1987.
- Българското възраждане и Просвещението (Въпроси на българската филологическа култура). Т. II, С., 1991.
- Ние сме цивилизован народ. Т. I, С., 1994.
- Америка в духовното пространство на Българското възраждане, София, 1996.
- Българското възраждане и Просвещението (Нашите представи за Австрия, Германия, Русия, Украйна, Индия, Китай, Япония, Америка). Т. III, част I, С., 1998.
- Българското възраждане и Просвещението (Българският образ за Гърция, Румъния, Сърбия, Хърватия и Черна гора). Т. III, част II, С., 2002.
- Вук Караджич за българите и европейската българистика. С., 2007.
- Сусрети у књижевности двају блиских народа. Београд, 2010.